# Stereo Worxxx
Albums de capsule
WORLD OF FANTASY
(2011) CAPS LOCK
(2013)
Stereo Worxxx est un album du groupe électro capsule sortie en 2012 au Japon.

## Titres
1. Feelin' Alright
2. Never Let Me Go
3. In The Rain
4. Dee J
5. Step on The Floor
6. Tapping Beats
7. All The Way
8. Motor Force
9. Transparent

## Édition limitée
L'édition limitée de l'album comprend en plus les titres suivants :
1. Feelin' Alright (Extended-Mix)
2. Never Let Me Go (Extended-Mix)
3. In The Rain (Extended-Mix)
4. Dee J (Extended-Mix)
5. All The Way (Extended-Mix)
6. Motor Force (Extended-Mix)